# Lauwe
Lauwe é uma vila belga do município de Menen, província de Flandres Ocidental.
Em 2006, tinha 8.357 habitantes e uma área de 8,80 km².

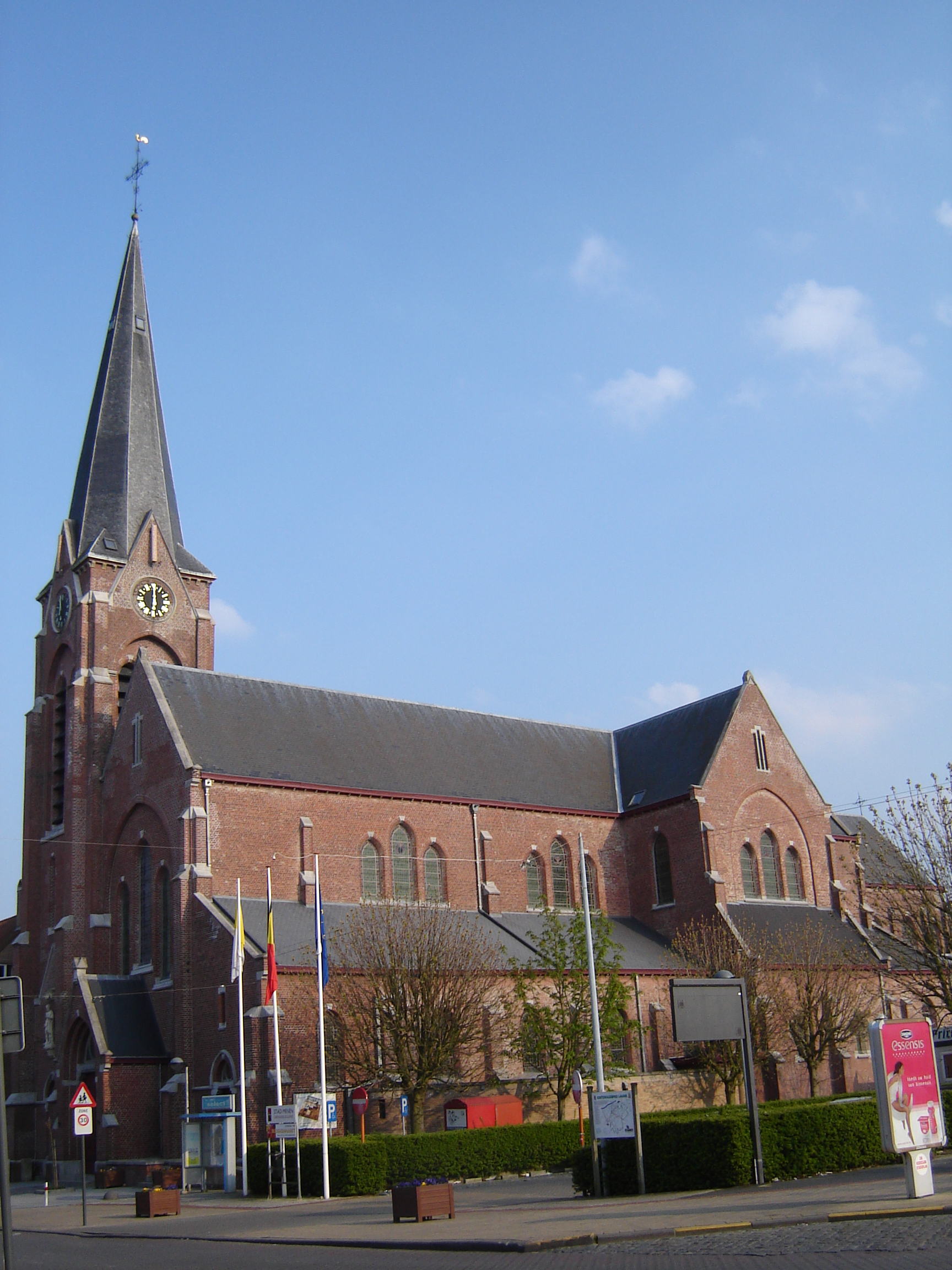
Igreja de São Bavão, em Lauwe
Localização de Lauwe, no município de Menen e na Bélgica